# Бојан Браћ
Бојан Браћ (Врбас, 28. фебруара 1989) српски је фудбалски голман.

## Трофеји и награде
- Друга лига Румуније — серија II: 2013/14.[6]